# مانیپور
مانیپور از ایالت‌های هندوستان در شمال شرق این کشور است.
مساحت این ایالت ۲۲٫۳۲۷ کیلومتر مربع است و تقریباً ۳ میلیون نفر جمعیت دارد. مرکز این ایالت شهر ایمفال است. نام مانیپور از دو واژه سانسکریت मणि (مانی) و पुर (پوره) گرفته شده که اولی به معنی گوهر و دومی سرزمین و آبادی است. بنابر این، معنی نام این ایالت «گوهرستان» و یا «سرزمین جواهر» است.
مانیپور از سوی شمال به ایالت ناگالند، از جنوب به میزورام و از غرب به آسام محدود و از شرق به کشور میانمار محدود می‌شود.
مردم قوم میتایی گروه اکثریت در ایالت هستند. میتایی‌ها به زبانی از خانواده چینی‌تبتی سخن می‌گویند. میتایی پانگالس (مسلمانان مانیپوری)، قبایل ناگا، کوکی/زو و دیگر جوامع نیز در مانیپور ساکنند که زبان‌های همه آن‌ها در گروه چینی‌تبتی قرار می‌گیرد.
مانیپور بیش از ۲۵۰۰ سال در پیوندگاه دادوستدهای اقتصادی و فرهنگی آسیا بوده‌است. این ناحیه از دیرباز شبه قاره هند و آسیای مرکزی را به آسیای جنوب شرقی، چین، سیبری، میکرونزی و پلی‌نزی متصل کردن و مهاجرت مردم، فرهنگ‌ها و ادیان را ممکن ساخته‌است.
در دوران امپراتوری هند بریتانیا، پادشاهی مانیپور یکی از ایالت‌های شاهزاده‌نشین بود. بین سال‌های ۱۹۱۷ تا ۱۹۳۹، برخی از مردم مانیپور فرمانروایان شاهزاده را برای برقراری دموکراسی تحت فشار قرار دادند. در اواخر دهه ۱۹۳۰، ایالت مانیپور که ترجیح می‌داد بخشی از امپراتوری هند باقی بماند و بخشی از برمه نشود، در این مورد با دولت انگلیس وارد مذاکره شد. برمه در آن زمان در جریان جدا شدن از هند بود. این مذاکرات با آغاز جنگ جهانی دوم در سال ۱۹۳۹ قطع شد. 
در ۱۱ اوت ۱۹۴۷، مهاراجه بوداچاندرا سند اولیه پیوستن مانیپور به هند و بعداً، در ۲۱ سپتامبر ۱۹۴۹، قرارداد ضمیمه شدن به پادشاهی هند را امضا کرد. این ضمیمه شدن از آنجا که بدون اجماع و تحت فشار انجام شده بود، توسط گروه‌هایی در مانیپور مورد مناقشه قرار گرفت. اختلاف نظر در این مورد همچنان ادامه دارد و منجر به شورش ۵۰ ساله در این ایالت برای استقلال از هند شده و دوره‌های خشونت بین گروه‌های قومی در این ایالت مکرراْ رخ می‌دهد. از سال ۲۰۰۹ تا ۲۰۱۸، این درگیری‌ها باعث مرگ خشونت‌آمیز بیش از ۱۰۰۰ نفر شد.
گروه قومی میتای حدود ۵۳٪ از جمعیت ایالت مانیپور را تشکیل می‌دهد. پس از آن قبایل مختلف ناگا با ۲۴٪ و قبایل مختلف کوکی-زو با ۱۶٪ قرار دارند. زبان اصلی ایالت زبان میتایلون است که به آن زبان مانیپوری هم می‌گویند.
حدود ۴۱ درصد از جمعیت ایالت به ایل و قبایل گوناگون تعلق دارند (طبق سرشماری سال ۲۰۱۱) و دارای گویش‌ها و فرهنگ‌های اغلب روستایی هستند. گروه‌های قومی مانیپور از ادیان گوناگونی پیروی می‌کنند. برپایه سرشماری سال ۲۰۱۱، هندوگرایی دین اصلی در این ایالت است و پس از آن مسیحیت قرار دارد. سایر ادیان منطقه عبارتند از اسلام، آیین ساناماهی، بوداگرایی و یهودیت.
مانیپور در درجه اول دارای اقتصاد کشاورزی است و پتانسیل قابل توجهی در تولید نیروی برق‌آبی دارد. این ایالت با پروازهای روزانه از طریق فرودگاه ایمفال، دومین فرودگاه بزرگ در شمال شرقی هند، به مناطق دیگر متصل می‌شود. مانیپور محل رواج بسیاری از ورزش‌ها و خاستگاه رقص مانیپوری است. معرفی بازی چوگان به اروپایی‌ها در مانیپور اتفاق افتاد.

## شهرستان‌ها
ایالت مانیپور از ۹ شهرستان تشکیل شده‌است.
| شهرستان      | مساحت | جمعیت  | مرکز        |
| ------------ | ----- | ------ | ----------- |
| بیشنوپور     | ۴۹۶   | ۲۰۸۳۶۸ | بیشنوپور    |
| چوراچاندپور  | ۴۵۷۰  | ۲۲۷۹۰۵ | چوراچاندپور |
| چاندِل        | ۳۳۱۳  | ۱۱۸۳۲۷ | چاندل       |
| ایمپهال شرقی | ۷۰۹   | ۳۹۴۸۷۶ | ایمپهال     |
| ایمپهال غربی | ۵۱۹   | ۴۴۴۳۸۲ | ایمپهال     |
| سِناپاتی      | ۳۲۷۱  | ۲۸۳۶۲۱ | سناپاتی     |
| تامنگلونگ    | ۴۳۹۱  | ۱۱۱۴۹۹ | تامنگلونگ   |
| تهوبال       | ۵۱۴   | ۳۶۴۱۴۰ | تهوبال      |
| اوکهرول      | ۴۵۴۴  | ۱۴۰۷۷۸ | اوکهرول     |